# Donwari
Donwari è un arrondissement del Benin situato nella città di Kandi con 15 195 abitanti (dato 2006).